# Яныбаево (Белокатайский район)
Яныбаево (баш. Яңыбай) — село в Белокатайском районе Республики Башкортостан Российской Федерации. Административный центр Яныбаевского сельсовета.

## География

### Географическое положение
Расстояние до:
- районного центра (Новобелокатай): 20 км,
- ближайшей ж/д. станции (Ункурда): 56 км.

## Население
| 2002 | 2009 | 2010 |
| ---- | ---- | ---- |
| 907  | ↗997 | ↘844 |

## Улицы
| - ул. Береговая, - ул. Галимова, - ул. Луговая, - ул. Медятова, | - ул. Мира, - ул. Набережная, - ул. Нагорная, - ул. Полевая, | - ул. Салавата Юлаева, - пер. Северный, - ул. Центральная, - ул. Школьная. |

## Известные уроженцы
- Дильмухаметов, Миндияр Ишбердинович (1940—2009) — советский и российский диалектолог, лексикограф, детский писатель.